# Карл-Ернст Кайзер
Карл-Ернст Кайзер (Karl-Ernst Kaiser; 21 квітня 1920, Вальдгайм — 10 квітня 1944) — німецький офіцер-підводник, оберлейтенант-цур-зее крігсмаріне.

## Біографія
1 жовтня 1938 року вступив на флот. З травня 1940 року — вахтовий офіцер в 3-й флотилії мінних тральщиків. З 1 лютого по 27 липня 1941 року пройшов курс підводника. З 28 липня 1941 року — 2-й, потім 1-й вахтовий офіцер на підводному човні U-555. В січні 1942 року направлений на будівництво U-608. З 5 лютого 1942 року — 1-й вахтовий офіцер на U-608, на якому взяв участь трьох походах, під час яких були потоплені 4 кораблі загальною водотоннажністю 35 539 тонн. З 15 квітня по 15 травня 1943 року пройшов курс командира човна. 25 травня 1943 року направлений на будівництво U-986. З 1 липня 1943 року — командир U-986. 8 лютого 1944 року вийшов у свій перший і останній похід. 10 квітня 1944 року U-986 і всі 50 челнів екіпажу зникли безвісти.

## Звання
- Кандидат в офіцери (1 жовтня 1938)
- Морський кадет (1 липня 1939)
- Фенріх-цур-зее (1 грудня 1939)
- Оберфенріх-цур-зее (1 серпня 1940)
- Лейтенант-цур-зее (1 квітня 1941)
- Оберлейтенант-цур-зее (1 квітня 1943)

## Нагороди
- Нагрудний знак мінних тральщиків (1940)
- Залізний хрест
  - 2-го класу (1940)
  - 1-го класу (1 квітня 1943)
- Нагрудний знак флоту (16 жовтня 1942)
- Нагрудний знак підводника (10 грудня 1942)